# Nowe Kiejkuty
Nowe [pronunciación en polaco: /ˈnɔvɛ kʲɛi̯ˈkutɨ/] (en alemán: Neu Keykuth  ) es un pueblo ubicado en el distrito administrativo de Gmina Dźwierzuty, dentro del condado de Szczytno, Voivodato de Varmia y Masuria, en el norte de Polonia. Se encuentra a unos 11 kilómetros al sureste de Dźwierzuty, a 9 kilómetros al norte de Szczytno, y a 39 kilómetros al sureste de la capital regional Olsztyn.
El pueblo tiene una población de 300 habitantes.